# Induno Olona
Induno Olona (lombardul: Indun) egy település Olaszországban, Varese megyében. 

## Földrajz
Lakosainak száma 10 245 fő (2023. január 1.). Induno Olona Brinzio, Varese, Arcisate és Valganna községekkel határos. Folyója az Olona.

## Gazdaság
1876-ban itt alapította meg sörgyárát Angelo Poretti, ahol egy évvel később elkészült Olaszország első pilzeni típusú söre. A Poretti sört azóta is itt gyártják.

## Népesség
A település népességének változása:
| Lakosok száma | 10 256 | 10 266 | 10 245 |
|               | 2017   | 2018   | 2023   |